# Aeroportul Thisted
Aeroportul Thisted (IATA: TED, ICAO: EKTS) este un aeroport din Comuna Thisted, Regiunea Nordjylland, Danemarca ce deservește zona Thisted. Aeroportul a fost tranzitat în 2022 de 549 de pasageri. A fost deschis în 1970 și numit după zona deservită.
Situat la o altitudine de 7 m, aeroportul dispune de o singură pistă.